# Isle of Man TT 1962
Isle of Man TT 1962 je bila tretja dirka motociklističnega prvenstva v sezoni 1962. Potekala je na dirkališču Isle of Man.

## Razred 500 cm³
| Poz | Dirkač           | Država              | Moštvo    | Hitrost    | Čas       | Točke |
| --- | ---------------- | ------------------- | --------- | ---------- | --------- | ----- |
| 1   | Gary Hocking     | Rodezija            | MV Agusta | 103.51 mph | 2:11.13.4 | 8     |
| 2   | Ellis Boyce      | Združeno kraljestvo | Norton    | 96.27 mph  | 2:21.06.2 | 6     |
| 3   | Fred J.Stevens   | Združeno kraljestvo | Norton    | 96.24 mph  | 2:21.09.4 | 4     |
| 4   | Bertie Schneider | Avstrija            | Norton    | 95.85 mph  | 2:21.43.8 | 3     |
| 5   | Roy Ingham       | Združeno kraljestvo | Norton    | 95.54 mph  | 2:22.20.8 | 2     |
| 6   | Brian Setchell   | Združeno kraljestvo | Norton    | 94.64 mph  | 2:23.32.6 | 1     |

## Razred 350 cm³
| Poz | Dirkač         | Država              | Moštvo    | Hitrost   | Čas       | Točke |
| --- | -------------- | ------------------- | --------- | --------- | --------- | ----- |
| 1   | Mike Hailwood  | Združeno kraljestvo | MV Agusta | 99.59 mph | 2:16.24.2 | 8     |
| 2   | Gary Hocking   | Rodezija            | MV Agusta | 99.52 mph | 2:16.29.8 | 6     |
| 3   | Franta Stastny | Češkoslovaška       | Jawa      | 94.74 mph | 2:23.23.4 | 4     |
| 4   | Roy Ingham     | Združeno kraljestvo | Norton    | 94.46 mph | 2:23.48.8 | 3     |
| 5   | Mike Duff      | Kanada              | AJS       | 93.81 mph | 2:24.47.8 | 2     |
| 6   | Hugh Anderson  | Nova Zelandija      | AJS       | 92.97 mph | 2:25.47.8 | 1     |

## Razred 250 cm³
| Poz | Dirkač         | Država              | Moštvo     | Hitrost   | Čas       | Točke |
| --- | -------------- | ------------------- | ---------- | --------- | --------- | ----- |
| 1   | Derek Minter   | Združeno kraljestvo | Honda      | 96.98 mph | 2:20.30.0 | 8     |
| 2   | Jim Redman     | Rodezija            | Honda      | 95.54 mph | 2:22.23.6 | 6     |
| 3   | Tom Phillis    | Avstralija          | Honda      | 92.87 mph | 2:26.15.6 | 4     |
| 4   | Arthur Wheeler | Združeno kraljestvo | Moto Guzzi | 88.72 mph | 2:33.06.6 | 3     |
| 5   | Alberto Pagani | Italija             | Aermacchi  | 85.55 mph | 2:38.47.0 | 2     |
| 6   | Dan Shorey     | Združeno kraljestvo | Bultaco    | 82.59 mph | 2:44.29.4 | 1     |

## Razred 125 cm³
| Poz | Dirkač       | Država              | Moštvo | Hitrost   | Čas       | Točke |
| --- | ------------ | ------------------- | ------ | --------- | --------- | ----- |
| 1   | Luigi Taveri | Švica               | Honda  | 89.88 mph | 1:15.34.2 | 8     |
| 2   | Tommy Robb   | Združeno kraljestvo | Honda  | 88.58 mph | 1:16.40.6 | 6     |
| 3   | Tom Phillis  | Avstralija          | Honda  | 88.33 mph | 1:16.55.0 | 4     |
| 4   | Derek Minter | Združeno kraljestvo | Honda  | 87.24 mph | 1:17.51.4 | 3     |
| 5   | Jim Redman   | Rodezija            | Honda  | 85.29 mph | 1:19.38.0 | 2     |
| 6   | Rex Avery    | Združeno kraljestvo | EMC    | 84.44 mph | 1:20.26.6 | 1     |

## Razred 50 cm3
| Poz | Dirkač               | Država              | Moštvo   | Hitrost   | Čas       | Točke |
| --- | -------------------- | ------------------- | -------- | --------- | --------- | ----- |
| 1   | Ernst Degner         | Zahodna Nemčija     | Suzuki   | 75.12 mph | 1:00.16.4 | 8     |
| 2   | Luigi Taveri         | Švica               | Honda    | 74.75 mph | 1:00.34.4 | 6     |
| 3   | Tommy Robb           | Združeno kraljestvo | Honda    | 74.48 mph | 1:00.47.6 | 4     |
| 4   | Hans-Georg Anscheidt | Zahodna Nemčija     | Kreidler | 74.32 mph | 1:00.55.4 | 3     |
| 5   | Mitsui Itoh          | Japonska            | Suzuki   | 73.02 mph | 1:02.00.4 | 2     |
| 6   | M.Ichino             | Japonska            | Suzuki   | 73.00 mph | 1:02.01.4 | 1     |